# Федосова, Даяна Владимировна
Даяна Владимировна Федосова (род. 13 июля 2001 года, Кызылорда, Казахстан) — казахстанская парадзюдоистка. Бронзовая призёрка летних Паралимпийских игр 2024 года в Париже.

## Биография
28 августа 2021 года приняла участие на летних Паралимпийских играх 2020 в Токио в весовой категории до 57 кг. Победила в 1/8 финала кыргызку Хайитхон Хусан кызы, в четвертьфинале проиграла будущей чемпионке, азербайджанке Севде Велиевой. В утешительном финале уступила россиянке Наталье Овчинниковой и закончила выступление на турнире.
6 сентября 2024 года приняла участие на летних Паралимпийских играх 2024 в Париже в весовой категории до 57 кг (класс J2). В четвертьфинале победила бразильянку Лусию да Силва Тейшейра Араужу, в полуфинале проиграла будущей чемпионке, японке Дзюнко Хиросэ. В матче за третье место Федосова победила турецкую дзюдоистку Дёндю Ешильюрт и завоевала «бронзу».

## Спортивные результаты
| Год  | Турнир                          | Место проведения | Категория    | Место |
| ---- | ------------------------------- | ---------------- | ------------ | ----- |
| 2021 | Летние Паралимпийские игры 2020 | Токио            | до 57 кг     | 7     |
| 2022 | Чемпионат мира                  | Баку             | до 57 кг, J2 | 3     |
| 2023 | Азиатские Параигры 2022         | Ханчжоу          | до 57 кг, J2 | 3     |
| 2024 | Летние Паралимпийские игры 2024 | Париж            | до 57 кг, J2 | 3     |
| 2025 | Чемпионат мира                  | Астана           | до 60 кг, J2 | 3     |

## Награды
- Орден «Курмет» (14 сентября 2024 года)[3]